# Ryuji Akiba
Ryuji Akiba (født 13. juni 1984) er en tidligere japansk fodboldspiller.
Han har spillet for flere forskellige klubber i sin karriere, herunder Nagoya Grampus Eight og Vegalta Sendai.